# Michałowice (gmina, Mazovie)
Pour les articles homonymes, voir Michałowice.
Michałowice est une gmina rurale (gmina wiejska) de la powiat de Pruszków, dans la Voïvodie de Mazovie, dans le centre-est de la Pologne.
Son siège administratif (chef-lieu) est le village de Michałowice, qui se situe environ 4 km à l'est de Pruszków et 11 km au sud-ouest de Varsovie.
La gmina couvre une superficie de 34,88 km2 pour une population de 15 529 habitants en 2006.

## Histoire
De 1975 à 1998, la gmina est attachée administrativement à la voïvodie de Varsovie.

Depuis 1999, elle fait partie de la voïvodie de Mazovie.

## Géographie
La gmina inclut les villages et localités de :

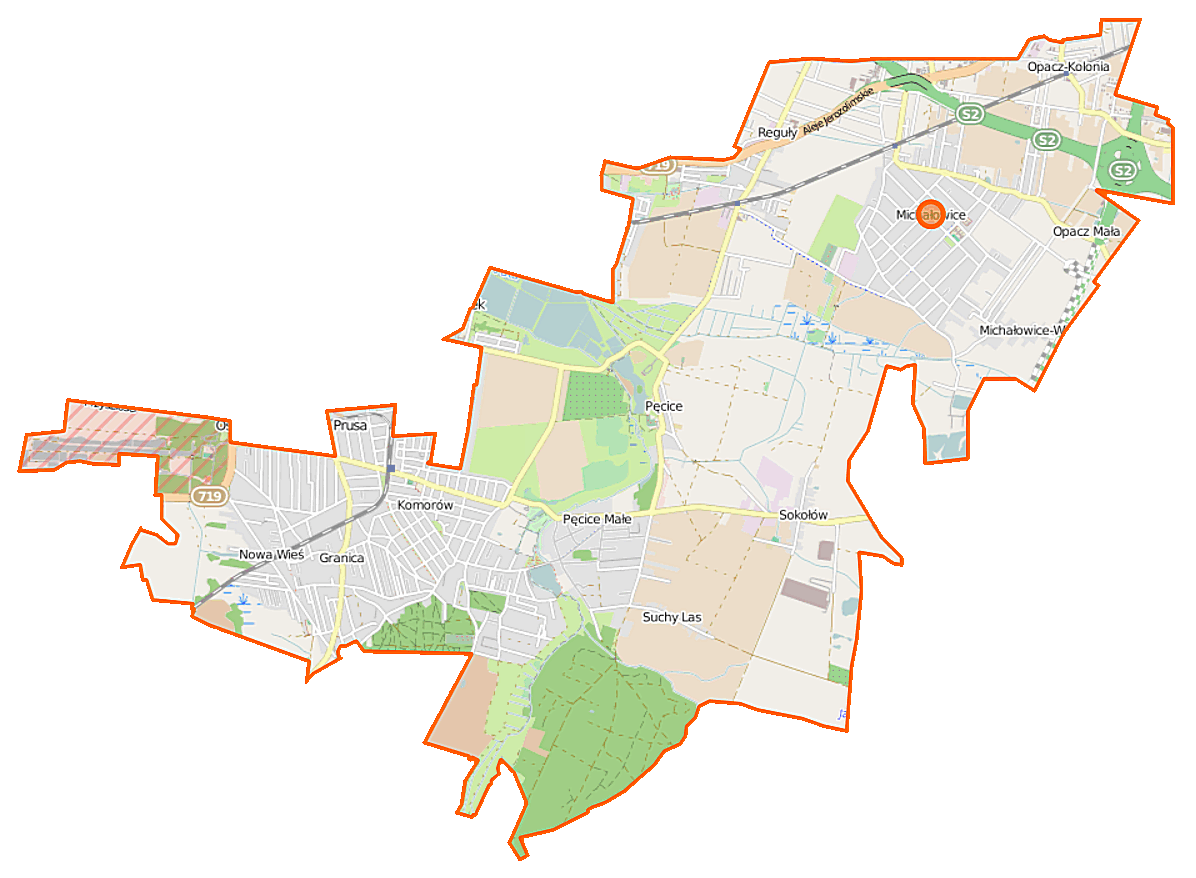
Plan de la gmina

- Komorów
- Michałowice
- Nowa Wieś
- Opacz Kolonia
- Opacz Mała
- Pęcice
- Pęcice Małe
- Reguły
- Sokołów
- Suchy Las

### Gminy voisines
La gmina de Michałowice est voisine :

des villes suivantes :
- Varsovie
- Piastów
- Pruszków

et des gminy suivantes :
- Brwinów
- Nadarzyn
- Raszyn.

## Structure du terrain
D'après les données de 2012, la superficie de la commune de Michałowice est de 34,73 km2, répartis comme tel :
- terres agricoles : 61,8 %
- forêts : 8,4 %
- zones bâties et urbaine: 25,2 %

La commune représente 14,16 % de la superficie du powiat.

## Démographie
Données du 31 décembre 2011 :
| Description        | Total  | Total | Femmes | Femmes | Hommes | Hommes |
| ------------------ | ------ | ----- | ------ | ------ | ------ | ------ |
| Unité              | Nombre | %     | Nombre | %      | Nombre | %      |
| Population         | 16 918 | 100   | 8 767  | 51,8   | 8 151  | 48,2   |
| Densité (hab./km²) | 487,3  | 487,3 | 252,5  | 252,5  | 234,8  | 234,8  |